# Aftonbladet
Aftonbladet (v doslovném překladu "Odpolední list") je švédský bulvární deník s historií vlivného politického listu. Sídlo redakce je ve Stockholmu. Noviny založil bojovník za sociální reformy Lars Johan Hierta v prosinci 1830 pod názvem Aftonbladet i Stockholm. Ve svých počátcích byly známy jako opoziční tiskovina (zejména díky své kritice krále), a proto byly často zakazovány. Hierta však zákazy obcházel tím, že noviny neustále oživoval pod mírně upravenými názvy (Nový Aftonbladet, Novější Aftonbladet, Čtvrtý Aftonbladet atp.). Současný název se ustálil v roce 1852 – po pětadvaceti předchozích změnách. Hierta deník orientoval jako liberální. Po roce 1890 se deník přiklonil ke konzervatismu. Noviny dokonce podporovaly Německo během druhé světové války. Přesto o něj v 50. letech projevila zájem Švédská konfederace odborových svazů. Odkoupila jej a dala mu jasně levicovou orientaci. Tu si zachovává dosud, v podtitulu je stále označen jako "nezávislé sociálně demokratické noviny", byť odbory ho již nevlastní, neboť v 90. letech odkoupila významný podíl norská mediální skupina Schibsted, která postupně navyšovala svůj vlastnický podíl, až dosáhla v roce 2009 jasné majority 91 %. Odborům nicméně zůstalo smluvně zachováno právo jmenovat hlavního politického redaktora listu. Zlatou érou novin byla 60. léta 20. století, kdy denní prodaný náklad dosáhl vrcholu: 500 000 výtisků. Od konce 90. let začal náklad klesat (jako všem tištěným médiím), nicméně Aftonbladet uzmul konkurenčnímu Expressenu pozici největšího deníku v zemi. Roku 1994 byla spuštěna internetová verze, jež patří k nejnavštěvovanějším švédským webům. Zahraniční rubrika novin se stala ve 21. století předmětem mnoha kontroverzí - je obviňována z proruských a protiizraelských postojů.